# 齐亚德·伊本·萨里
齐亚德·伊本·萨里（阿拉伯语：‎；？—751年）阿布·穆斯林部下将员，在751年的怛罗斯战役中击败唐朝将领高仙芝。

## 註腳
1. ↑  Barry Hoberman (1982). The Battle of Talas （页面存档备份，存于）, Saudi Aramco World.